# Крейсер «Аврора» (песня)
Крейсер «Аврора» («Что тебе снится, крейсер „Аврора“…») — песня, написанная в 1973 году на музыку В. Шаинского и слова М. Матусовского. Произведение впервые прозвучало в советском кукольном мультипликационном фильме Романа Качанова «Аврора» (киностудия «Союзмультфильм», 1973), посвящённом истории одноимённого крейсера. Первым исполнителем песни стала актриса Мария Виноградова (исполнительница главной роли в мультфильме) совместно с мужским хором.
Вне мультфильма песня изначально исполнялась Большим детским хором Гостелерадио (под управлением Виктора Попова). Впоследствии произведение стало одним из неофициальных гимнов города Ленинграда. В версии, исполняемой Эдуардом Хилем, слова были слегка изменены, и революционные моменты поменяли на фрагменты, связанные с Великой Отечественной войной.
Дремлет притихший северный город,

Низкое небо над головой...

Что тебе снится, крейсер «Аврора»,

В час, когда утро встаёт над Невой?
Может, ты снова в тучах мохнатых

Вспышки орудий видишь вдали?

Или как прежде, в черных бушлатах

Грозно шагают твои патрули?
Дремлет притихший северный город,

Низкое небо над головой...

Что тебе снится, крейсер «Аврора»,

В час, когда утро встаёт над Невой?
Вспомнил ли время — горести тяжки, 

Пламя пожаров, грохот брони,

Как умирали парни в тельняшках

Под Ленинградом в блокадные дни…

... 

Ветром солёным дышат просторы.

В парках осенних пахнет листвой…

Что тебе снится, крейсер «Аврора»,

В час, когда утро встаёт над Невой?